# Stigmatogobius sella
Stigmatogobius sella är en fiskart som först beskrevs av Steindachner, 1881.  Stigmatogobius sella ingår i släktet Stigmatogobius och familjen smörbultsfiskar. IUCN kategoriserar arten globalt som livskraftig. Inga underarter finns listade i Catalogue of Life.